# Fargesia frigidis
Fargesia frigidis là một loài thực vật có hoa trong họ Hòa thảo. Loài này được T.P. Yi mô tả khoa học đầu tiên năm 1988.